# عزلة بني حجاج (عمران)
عزلة بني حجاج هي إحدى عزل مديرية عيال سريح في محافظة عمران اليمنية ويبلغ تعداد سكانها 19633 نسمة حسب التعداد السكاني في اليمن لعام 2004.
تشمل ثمان قرى «الكربات—عمد–الحجلة–بيت سابح–بني قادم–السواد–الحصن»

## روابط خارجية
- الجهاز المركزي للإحصاء بالجمهورية اليمنية
- المركز الوطني للمعلومات باليمن نسخة محفوظة 10 أبريل 2015 على موقع واي باك مشين.
- World Gazetteer:Yemen
- الدليل الشامل